# Halsbåndnavlesvin
Halsbåndnavlesvinet (Pecari tajacu) er et navlesvin, der hører hjemme i Nord-, Mellem- og Sydamerika, i mange forskellige habitater, såsom Sonoraørkenen, chaco, regnskov, caatinga, cerrado, pantanal og tempererede skove.